# Торсуєв Юрій Володимирович
Юрій Володимирович Торсуєв (нар. 27 вересня 1929, місто Дніпропетровськ, тепер Дніпро — 16 травня 2003, місто Москва, Російська Федерація) — радянський комсомольський діяч, секретар ЦК ВЛКСМ і ЦК ЛКСМУ, генеральний директор НВО «Всесоюзна книжкова палата». Кандидат філософських наук (1969).

## Біографія
Народився в родині гірничого інженера. Під час німецько-радянської війни перебував у Кемеровській області, потім разом із родиною повернувся до Дніпропетровська. У 1943 році вступив до комсомолу.
У 1950 році закінчив Дніпропетровський металургійний інститут, обирався членом комітету комсомолу інституту.
Член ВКП(б) з 1950 року.
У 1950—1954 роках — 1-й секретар Жовтневого районного комітету ЛКСМ України міста Дніпропетровська.
У 1954—1957 роках — завідувач відділу студентської молоді, секретар із ідеології, 2-й секретар Дніпропетровського обласного комітету ЛКСМУ.
У 1957—1960 роках — 1-й секретар Дніпропетровського обласного комітету ЛКСМУ.
10 лютого 1960 — грудень 1962 року — секретар ЦК ЛКСМУ із промисловості і будівництва.
15 грудня 1962 — 4 лютого 1970 року — секретар ЦК ВЛКСМ. Керував рухом «Комсомольський прожектор».
У 1970—1975 роках — директор видавництва «Прогрес».
У 1975—1977 роках — генеральний директор Міжнародних книжкових виставок і ярмарків.
У 1977—1985 роках — головний редактор видавництва «Планета».
У 1985—1987 роках — директор Всесоюзної книжкової палати. У 1987—1996 роках — генеральний директор науково-виробничого об'єднання «Всесоюзна книжкова палата».
У 1994 році за його ініціативи була створена загальноросійська громадська організація «Російські вчені соціалістичної орієнтації», був обраний членом її Центральної ради.
З 1996 року — головний спеціаліст-консультант Російської книжкової палати.
Помер 16 травня 2003 року в Москві. Похований на Хованському цвинтарі Москви.

## Нагороди та відзнаки
- два ордени «Знак Пошани»
- медалі
- Заслужений працівник культури РРФСР
- Почесний знак ВЛКСМ